# Marie Jacobus Johannes Exler
Marie Jacobus Johannes Exler (Schiedam, 21 de febrero de 1882 - Naarden, 21 de septiembre de 1939) fue un escritor neerlandés, activista a favor de los derechos de los homosexuales y cofundador de la rama holandesa del Comité Científico Humanitario, astrólogo, teósofo y avicultor.
En 1911, publicó su única novela, Levensleed, «Pena vital», con prólogo del sexólogo alemán Magnus Hirschfeld. El texto presenta el tratamiento humanitario y el desprecio de los homosexuales codo con codo. Exler presentaba la homosexualidad como un tercer sexo intermedio entre la mujer y el hombre. Levensleed fue favorablemente recibido por Joannes Henri François en una crítica publicada en la revista literaria Den Gulden Winckel. Le siguieron algunos comentario de la prensa y una traducción al alemán, Lebensleid (ein Buch für Eltern). Psychologischer Roman. 
En 1913, Exler fue elegido como delegado (Obman) del Comité Científico Humanitario alemán de Hirschfeld, un honor que compartió con Jacob Schorer y Lucien von Römer, pero no desarrolló ninguna actividad. 
Exler fue un activo astrólogo, quiromante y teósofo; escribió sobre el efecto de la Gran Pirámide de Guiza en el futuro cercano y sacó un horóscopo de sus pollos.
Fue enterrado en el cementerio Algemene en Nieuwe RK de Bussum.

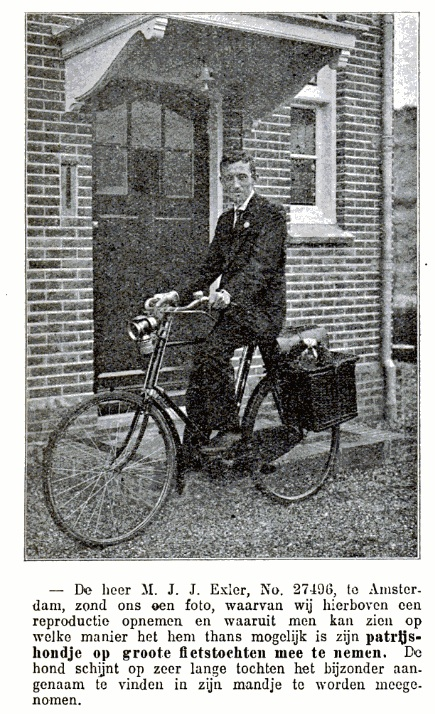
Exler en bicicleta con perro, 1914. Kampioen, 1914.
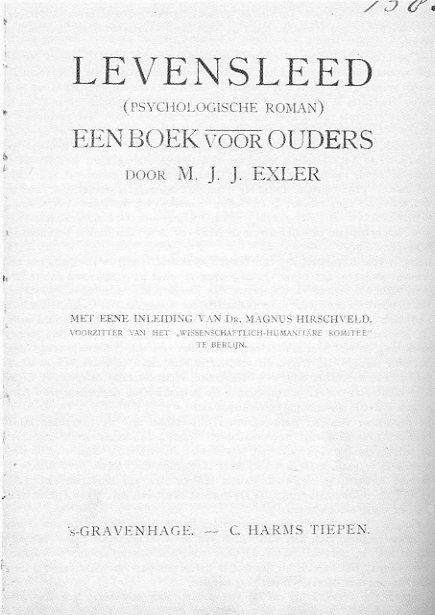
Levensleed, 1911.
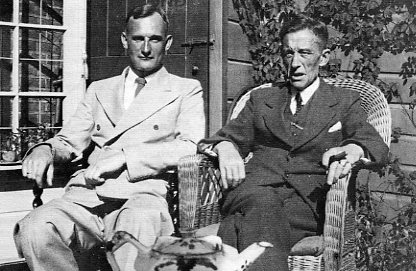
En su casa de Hattem, hacia 1935.
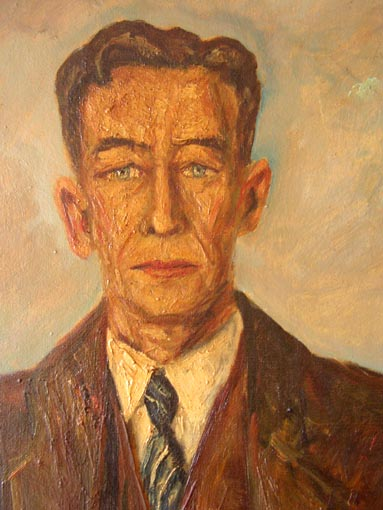
Retrato de la década de 1930, atribuido a Karel van Campen.

## Publicaciones y conferencias
Lista parcial:
- Levensleed (novela psicológica); un libro para padres, con una introducción por Magnus Hirschfeld, 's-Gravenhage, C. Harms Tiepen, [1911].
- Lebensleid (ein Buch für Eltern). Psychologischer Roman, traducción de W. H. Akkersdyk, Leipzig, Max Spohr, 1914.
- Enkele hoofdrollen uit het werelddrama, mecanografiado de la conferencia de Ámsterdam, 13 de diciembre de 1917, otras conferencias fueron Christendom en theosofie y De oude godsdiensten.
- De wereldtoestand in 1926-1931 volgens astrologische en kabbalistische gegevens, alsmede volgens gegevens gebaseerd op de maten van de groote pyramide van Gizeh, [Bussum]: [no hay ningún editor], [ca. 1923].
- Het Noorderlicht, Halfmaandelijksch blad voor astrologie, psychologie, graphologie, occultisme, enz., editor Schippers.
- Inzicht (folleto)
- Practische wenken voor de pluimveehouder, 1931